# Gedenkstätte und Museum Sachsenhausen

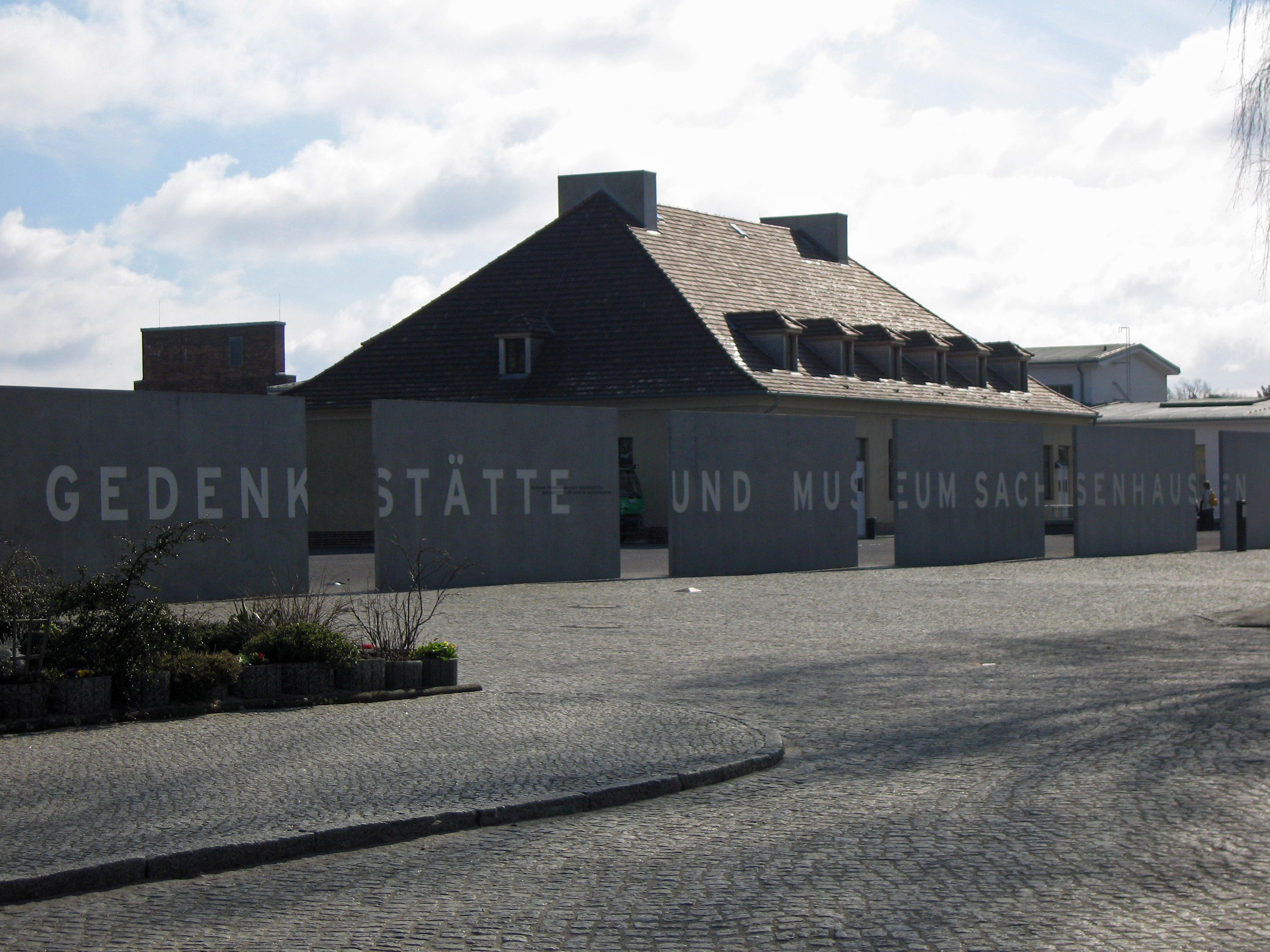
Eingang zum Besucherzentrum der Gedenkstätte (2008)

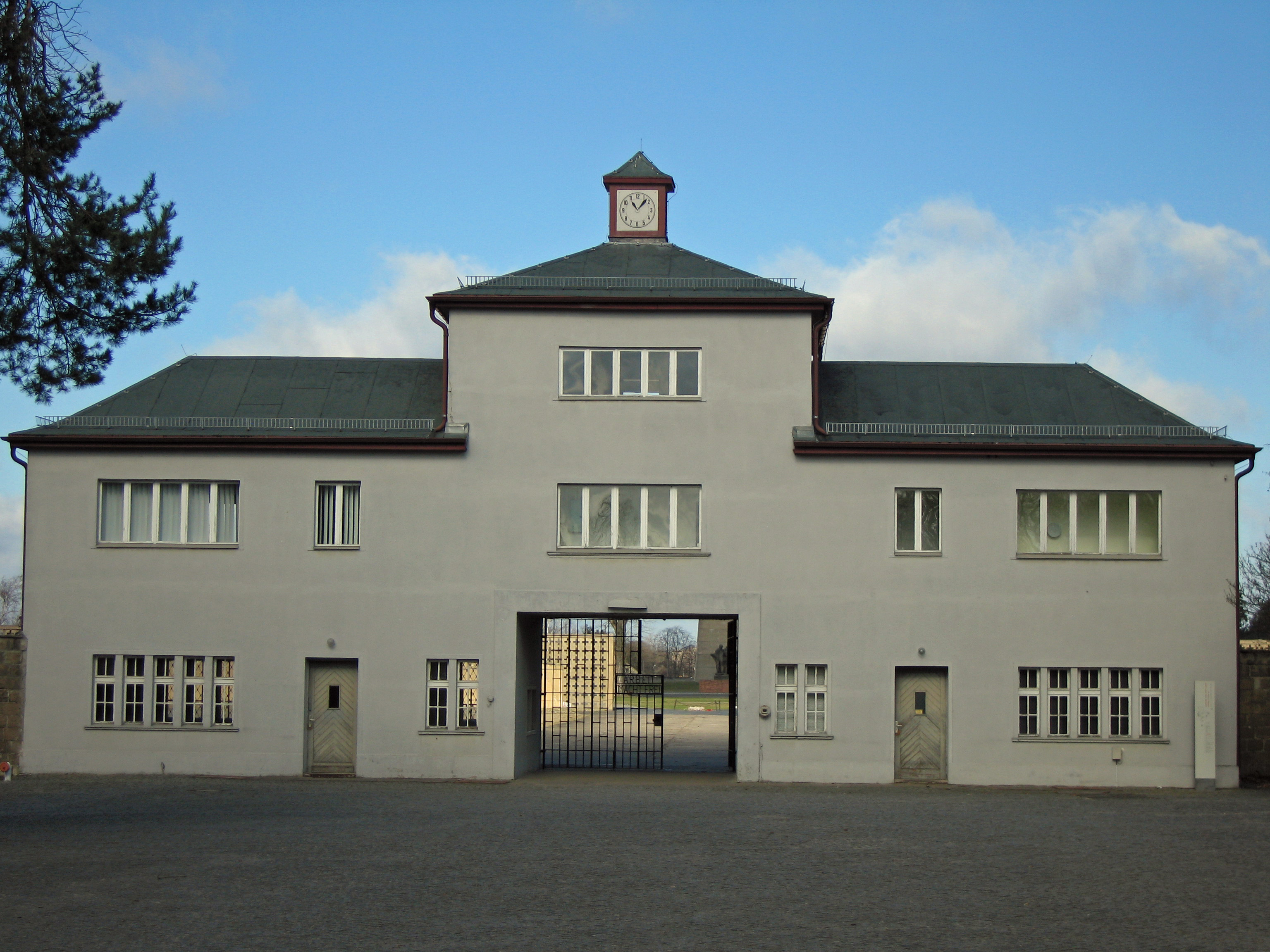
Ehemaliger Lagereingang (2008)

Die Gedenkstätte und Museum Sachsenhausen befindet sich auf dem Gelände des ehemaligen KZ Sachsenhausen im brandenburgischen Oranienburg, nördlich von Berlin. Die Einrichtung versteht sich als Gedenk- und Lernort sowie als modernes zeithistorisches Museum. Sie folgt einem dezentralen Gesamtkonzept, um dem Besucher die Geschichte an den authentischen Orten erfahrbar zu machen. In 13 Ausstellungen wird die konkrete Geschichte des jeweiligen historischen Ortes als Leitidee mit einer darüber hinaus weisenden thematischen Darstellung verknüpft. Die inhaltlichen Schwerpunkte reichen von der Geschichte des KZ Oranienburg, verschiedenen Aspekten der Geschichte des KZ Sachsenhausen über das sowjetische Speziallager bis hin zur Geschichte der Gedenkstätte selbst.
Die Gedenkstätte und Museum Sachsenhausen gehört zur Stiftung Brandenburgische Gedenkstätten, einer gemeinsam von der Bundesrepublik Deutschland und dem Land Brandenburg finanzierten Stiftung öffentlichen Rechts. Direktor ist seit 1. Juni 2018 der promovierte Historiker Axel Drecoll in der Nachfolge von Günter Morsch, der nach über 25-jähriger Tätigkeit in den Ruhestand gegangen ist.

## Entwicklung von Gedenkstätte und Museum
Seit den 1990er Jahren gibt es in Oranienburg zum Teil heftige Auseinandersetzungen über die Frage, wie ein ausgewogenes Verhältnis zwischen der Darstellung der Geschichte des nationalsozialistischen Konzentrationslagers und des sowjetischen Speziallagers ermöglicht wird. So kam es bei der Eröffnung des Speziallager-Museums im August 2001 zu empörten Reaktionen. In einer offiziellen Erklärung behauptete das russische Außenministerium, dass im Museum „die Verbrechen des Faschismus und die Handlungen der sowjetischen Besatzungsmacht auf eine Stufe gestellt“ würden. Von Seiten der Opferverbände des Speziallagers wurde dagegen vor einer „Verharmlosung des NKWD-Lagers und der unmenschlichen Haftbedingungen“ gewarnt.
Im Rahmen der kompletten Sanierung und Neugestaltung der Gedenkstätte Sachsenhausen erhielt der Ort des Gedenkens ein neues Gesicht. Ende 2001 eröffnete die Gedenkstätte Sachsenhausen in einem Museumsneubau eine neue Dauerausstellung zur Geschichte des sowjetischen Speziallagers Nr. 7/Nr. 1 (1945–1950). 2004 wurde in den original erhaltenen Baracken R I und R II eine Dauerausstellung zum Thema „Medizin und Verbrechen“ eröffnet, mit 800 m² und etwa 100 Exponaten die größte innerhalb der Gedenkstätte. Die Sanierungsarbeiten wurden zu den Feierlichkeiten anlässlich des 60. Jahrestages der Befreiung im April 2005 weitgehend abgeschlossen. Die Gesamtkonzeption der Gedenkstätte Sachsenhausen stammt von hg merz architekten museumsgestalter.

### Ausstellungen

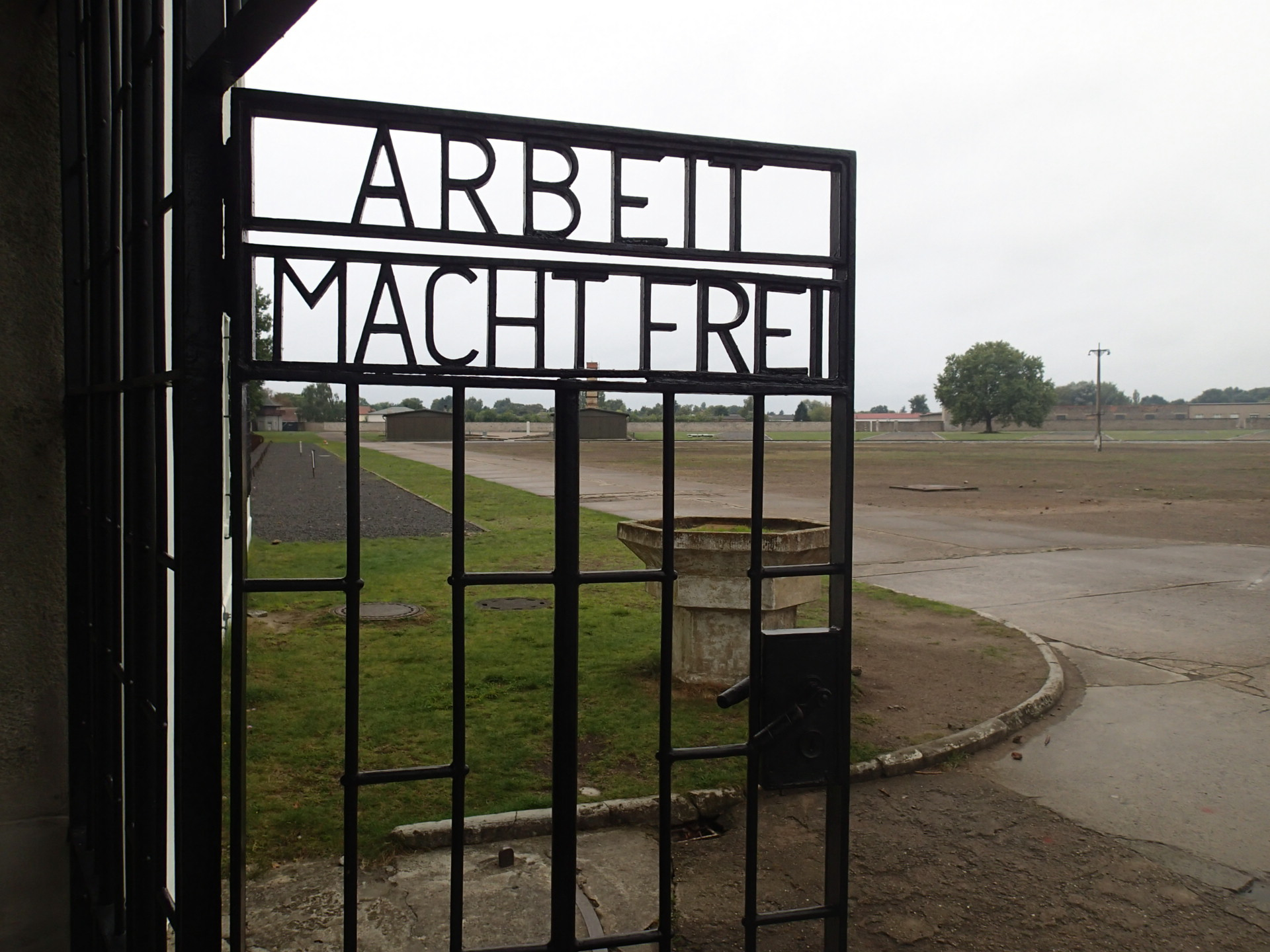
Geöffnetes Lagertor mit der zynischen Parole Arbeit macht frei und Blick über den ehemaligen Appellplatz

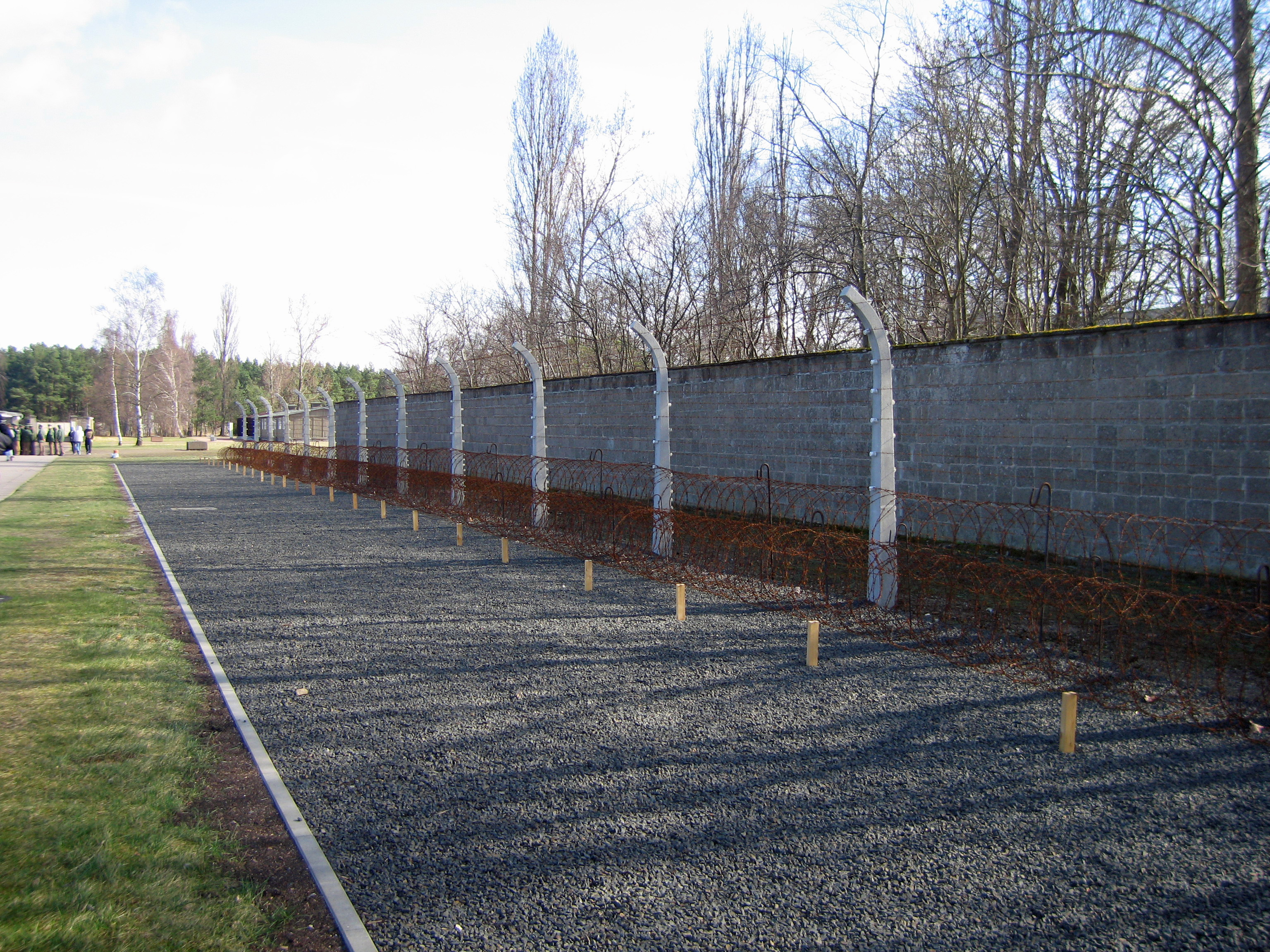
Rekonstruierte Lagermauer mit Stacheldrahtzaun

Die Gedenkstätte und Museum Sachsenhausen verfolgt ein dezentrales Ausstellungskonzept.
So gibt es neben verschiedenen Sonder- und Wanderausstellungen die folgenden Dauerausstellungen:
- KZ Oranienburg 1933–1934
- Die Konzentrationslager-SS 1936 bis 1945: Arbeitsteilige Täterschaft im KZ Sachsenhausen
- Jüdische Häftlinge im KZ Sachsenhausen 1936 bis 1945
- Der „Alltag“ der Häftlinge des KZ Sachsenhausen 1936 bis 1945
- Medizin und Verbrechen. Das Krankenrevier des KZ Sachsenhausen 1936–1945
- Der Zellenbau des KZ Sachsenhausen 1936–1945
- Das KZ Sachsenhausen 1936–1945. Ereignisse und Entwicklungen
- Mord und Massenmord im KZ Sachsenhausen 1936–1945
- Die Zentrale des KZ-Terrors. Die Inspektion der Konzentrationslager 1934–1945
- KZ-Außenlager „Klinkerwerk“
- Sowjetisches Speziallager Nr. 7/Nr. 1 (1945–1950)
- Von der Erinnerung zum Monument. Die Geschichte der Nationalen Mahn- und Gedenkstätte Sachsenhausen 1950–1990

Es werden verschiedene Führungen angeboten, von Überblicksführungen bis zu thematischen Gruppenführungen und Einzelführungen sowie pädagogische Ganz- und Mehrtagesangebote. Aber der Besuch der Gedenkstätte und der Ausstellungen ist auch ohne Führung möglich.
Eine Außenstelle bildet die Gedenkstätte Todesmarsch im Belower Wald.

### Das Speziallager Nr. 7/Nr. 1 Sachsenhausen

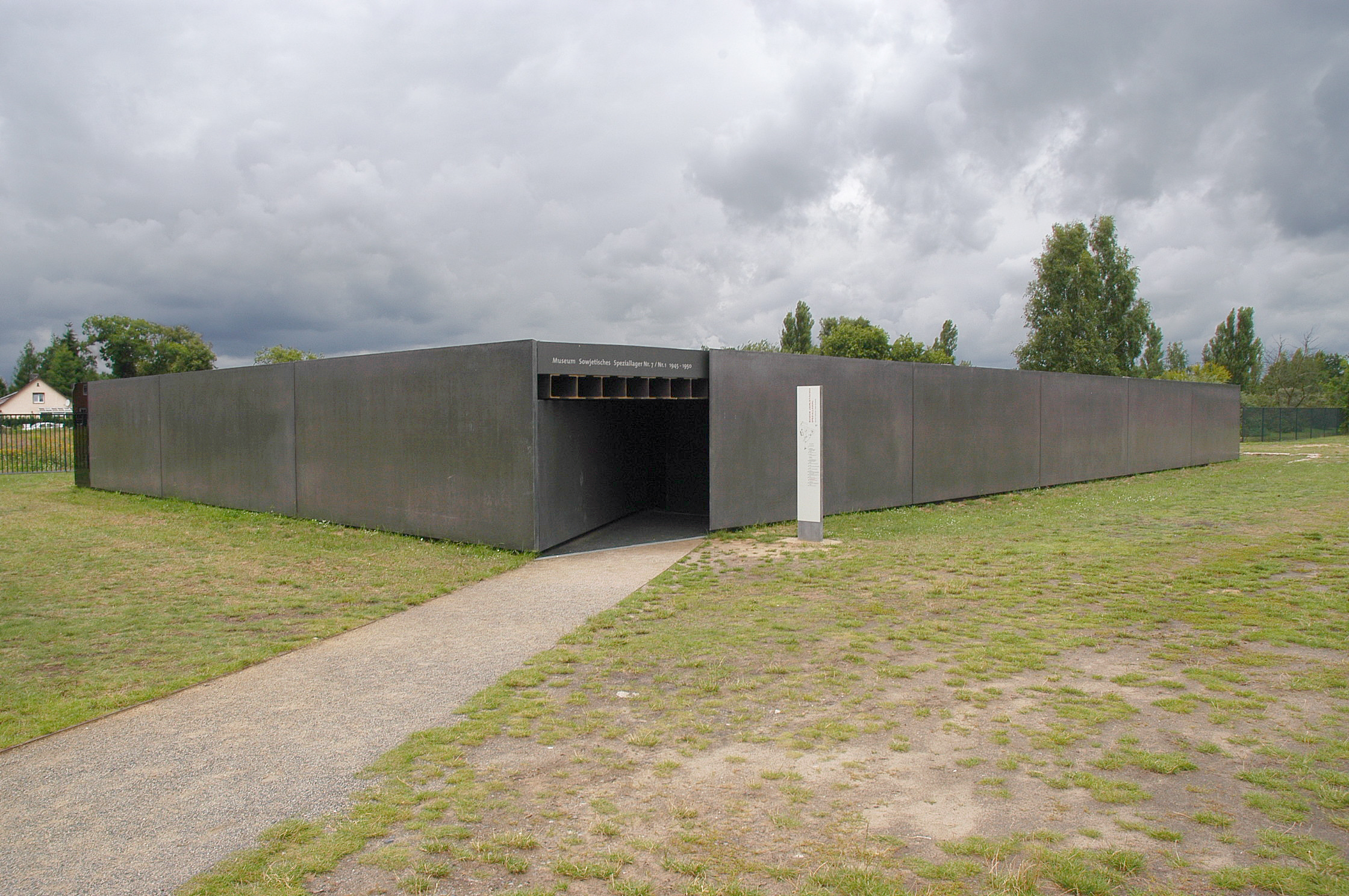
Eingang zum Museum des Speziallagers Sachsenhausen

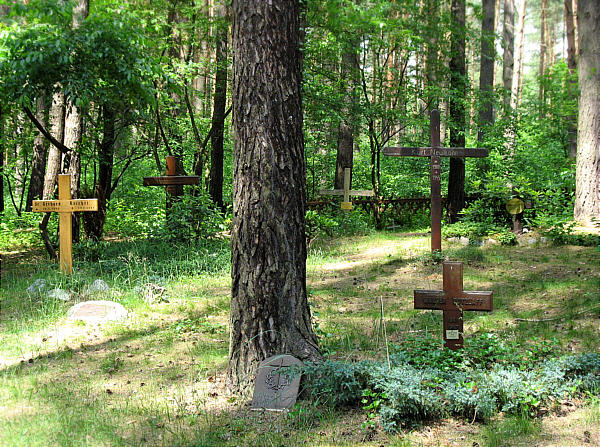
Symbolischer Waldfriedhof für Opfer des Speziallagers

Nachdem wichtige Akten zum Speziallager wieder zugänglich wurden und sich Betroffene und Angehörige meldeten, begannen Untersuchungen über die Zeit des Speziallagers. Außerhalb des eigentlichen Lagers (nördlich angrenzend und im Wald Richtung Schmachtenhagen) wurden mit Hilfe des ehemaligen Lager-Schornsteinfegers Oels im März 1990 neben dem Grab von Heinrich George 28 Massengräber bezeichnet und gefunden. Deren Aushub konnte er während seiner von 1945 bis 1948 dauernden Internierung von den Dächern aus beobachten. Da das Lager noch bis 1950 aktiv war, sind noch weitere bis heute unentdeckte Massengräber wahrscheinlich. Das Lager selbst wurde unmittelbar nach seiner Auflösung größtenteils abgerissen. Da sich die spätere Einrichtung der Nationalen Mahn- und Gedenkstätte Sachsenhausen in der DDR aus politischen Gründen im Wesentlichen den Opfern des Faschismus widmete, wurden nur wenige Funde (unter anderem bei der Sanierung der Gedenkstätte nach 2000) aus der Zeit des Speziallagers gemacht.
An der Nordspitze des Gedenkstättengeländes, an der Schnittstelle zwischen den ehemaligen Lagerzonen I und II, wurde im Dezember 2001 das Museum zur Geschichte des Speziallagers Nr. 7/Nr. 1 eröffnet, in unmittelbarer Nähe des größten Massenfriedhofes „Am Kommandantenhof“. Auf 350 m² werden die Besucher über die Vorgeschichte, den Aufbau und die Organisation sowie die Topographie des Speziallagers informiert. Die Häftlingsgesellschaft des Speziallagers wird anhand von 27 Biografien dargestellt, weiter geht die Ausstellung auf die extremen Haftbedingungen und das Sterben sowie den Tod ein.
Die Gedenkstätte und das Museum Sachsenhausen unterhält weiter ein wissenschaftliches Referat "Sowjetisches Speziallager", welches sich der Erforschung, Sammlung und Veröffentlichung zur Geschichte des Speziallagers Nr. 7/Nr. 1 widmet. Weiter befasst sich der Verein Kindheit hinter Stacheldraht e. V. mit der Sammlung der Betroffenen, der Recherche und Aufarbeitung der Kinderschicksale im Speziallager Sachsenhausen.

### Gedenken an einzelne Opfergruppen
Der Berliner Kardinal Georg Sterzinsky hat 2006 auf dem Gelände des KZ Sachsenhausen einen Gedenkstein der Berliner Bildhauer Stefan Sprenker und Thomas Reifferscheid für die über 700 inhaftierten katholischen Geistlichen aufstellen lassen. Auf dem Stein sind die Namen der 96 in Sachsenhausen gestorbenen Geistlichen verzeichnet, die aus mehreren Ländern Europas stammten. Es gibt ebenso seit 2006 eine Gedenkstelle für die evangelischen Häftlinge in Sachsenhausen.

## Geschichte der Gedenkstätte

### Nationale Mahn- und Gedenkstätte Sachsenhausen in der DDR

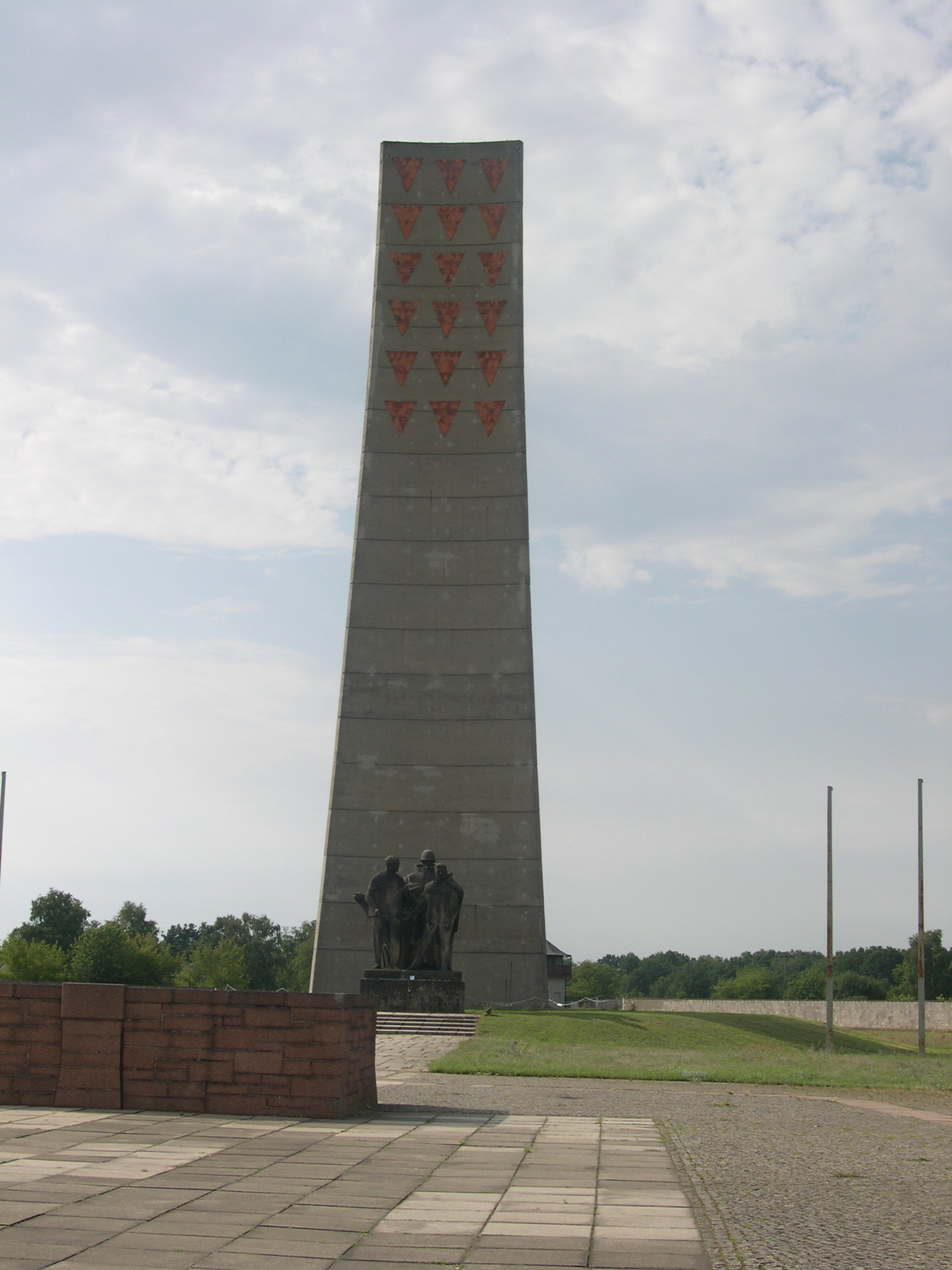
Das zentrale Mahnmal mit der Plastik Befreiung

Nach der Nutzung des Geländes durch die sowjetische Armee (Speziallager Sachsenhausen bis 1950) und die Kasernierte Volkspolizei begannen in der DDR 1956 die Planungen für die Nationale Mahn- und Gedenkstätte Sachsenhausen. 1955 waren durch einen Spendenmarkenverkauf des Kuratoriums für den Aufbau nationaler Gedenkstätten in kurzer Zeit zwei Millionen Mark zusammengekommen. An der Planung waren der Landschafts- und Gartenarchitekt Reinhold Lingner und die Architekten Ludwig Deiters, Horst Kutzat und Kurt Tausendschön beteiligt. René Graetz schuf die Plastik „Befreiung“. 1961 wurde die Plastik „Die Anklagende“ von Fritz Cremer am Schloss Oranienburg aufgestellt.
Am 22. April 1961 wurde die nationale Mahn- und Gedenkstätte feierlich eröffnet. Die Entwürfe für die Halle stammen von Ludwig Deiters und Horst Kutzat. Die Grünanlage gestalteten die Gartenarchitekten Hubert Matthes und Hugo Namslauer. In der Halle steht eine Bronzeplastik, die drei Figuren darstellt, die Widerstand/Siegesbewusstsein, Trauer und Tod symbolisieren sollen. Diese wurde von Professor Waldemar Grzimek geschaffen.
Die Gedenkstätte beschränkte sich auf den Bereich des ehemaligen Häftlingslagers und umfasste lediglich etwa fünf Prozent der Fläche des ehemaligen Konzentrationslagers. Lediglich die „Station Z“ sowie der Erschießungsgraben, ursprünglich Teil des Industriehofes, wurden durch Versetzung der Lagermauer in die Gedenkstätte integriert. Um den Appellplatz wurde eine halbkreisförmige Mauer aus kreuzförmigen Betonelementen angelegt, in der die Giebel des ersten Barackenringes angedeutet sind.
Der größte Teil des gesamten ehemaligen Lagerbereichs wurde abgerissen, aufgeforstet, von der Sowjetarmee und von der Nationalen Volksarmee der DDR als Kaserne genutzt, für Wohn- und Wirtschaftszwecke freigegeben bzw. weitergenutzt oder verfiel. 1976 wurden 200 einheitliche Tafeln an den vier Hauptstrecken des Todesmarsches zwischen Oranienburg und Raben-Steinfeld aufgestellt. Bis zur Wende 1989 war die Gedenkstätte Ziel von tausenden Schulklassen aus der DDR, Delegationen aus dem In- und Ausland sowie Austragungsort sportlicher, politischer und militärischer Veranstaltungen (Vereidigungen u. a.).

### Brandanschläge 1992 und weitere Vorfälle
Am 26. September 1992 setzten Neonazis die Baracke 38 in der Gedenkstätte des ehemaligen KZ Sachsenhausen in Brand. Das Gebäude, in dem ein „Museum für die Leiden der jüdischen Kameraden“ untergebracht war, wurde zerstört. Der Anschlag fand zehn Tage nach dem Besuch des damaligen israelischen Ministerpräsidenten Jitzchak Rabin in der Nacht vor dem jüdischen Neujahrsfest Rosch ha-Schana statt. Zwei der Täter wurden ermittelt und 1995 zu Haftstrafen verurteilt.
Laut der Stiftung Brandenburgische Gedenkstätten wurden im Jahr 2024 insgesamt 52 rechte und antisemitische Vorfälle in Verbindung mit dem ehemalige KZ registriert. Für das vorherige Jahr waren 31 derartige Aktionen gemeldet worden. Darunter waren Sachbeschädigungen, Hakenkreuzschmierereien sowie rechtsgerichtete Äußerungen während Führungen und in e-mails.

### Sonderausstellungen
Skulpturen auf dem Weg vom Oranienburger Bahnhof zur Gedenkstätte 1997
Zu heftigen Diskussionen in der Stadt führte 1997 eine Ausstellung von Skulpturen des Berliner Künstlers Stuart N. R. Wolfe auf dem Weg vom Oranienburger Bahnhof zur Gedenkstätte. Diese wurden wenige Tage nach ihrer Aufstellung von Neonazis beschädigt, die Stadt Oranienburg wollte sie daraufhin entfernen lassen. Erst nach Protesten der Stiftung Brandenburgische Gedenkstätten kehrten die reparierten Skulpturen wieder in den öffentlichen Raum zurück.
Sonderausstellung „BitterSüß“ 2005–2006

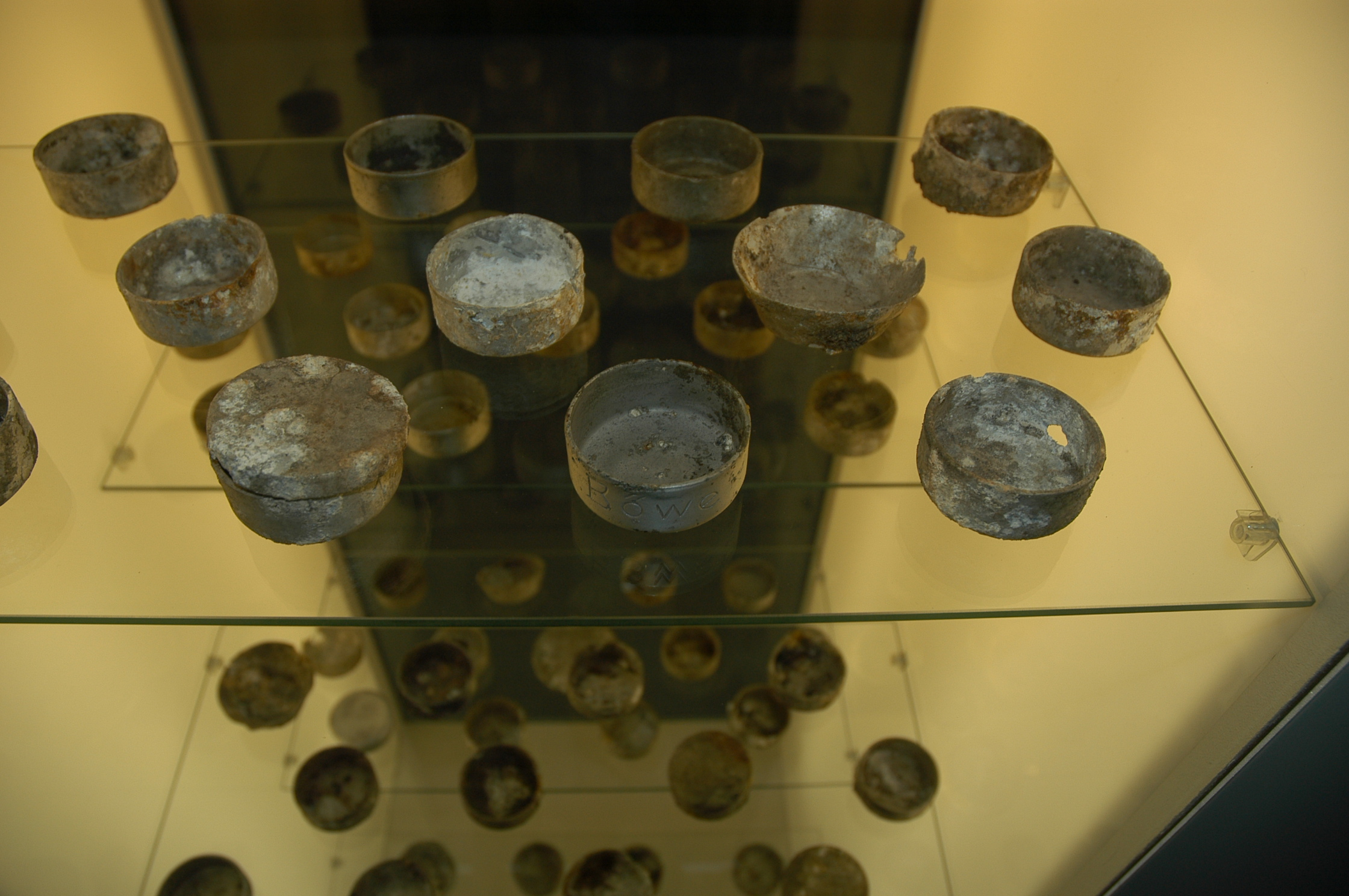
Vitrine in der Sonderausstellung

Zum 60. Jahrestag der Errichtung des sowjetischen Speziallagers Nr. 7/Nr. 1 Sachsenhausen wurde eine Sonderausstellung im neuen Museum eröffnet (12. August 2005 bis 31. August 2006): BitterSüß, Geschichte(n) des Hungers: Zuckerdosen aus dem sowjetischen Speziallager Nr. 7/Nr. 1 Sachsenhausen 1945–1950.
Bei Sanierungsarbeiten in der Gedenkstätte Sachsenhausen wurden in den vorangegangenen Jahren zahlreiche kleine Aluminiumdosen geborgen. Erstmals widmete sich eine Ausstellung ausführlich diesen Alltagsgegenständen, die vielen Häftlingen des sowjetischen Speziallagers ab 1947 zur Aufbewahrung von Zucker- und Marmeladerationen dienten.
Sie dokumentieren zentrale Aspekte des Haftalltags im Speziallager: Mangelernährung und massenhaftes Verhungern, aber auch menschliche Isolation und erzwungene Untätigkeit. Einige Zuckerdosen tragen die eingravierten Namenszüge ihrer Besitzer. Die Ausstellung erzählte die Lebensgeschichten von 16 ehemaligen Häftlingen des Speziallagers, deren Dosen nach über 50 Jahren wieder ans Tageslicht kamen. Die Biografien mit ihren unterschiedlichen historischen und politischen Hintergründen deuten die Heterogenität der Häftlingsgesellschaft an.